# Sceau-de-Salomon (plante)
Pour les articles homonymes, voir Sceau de Salomon et Salomon.
Taxons concernés
Parmi la famille des Ruscaceae :
- Genre Polygonatum

Parmi la famille des Liliaceae :
- Streptopus amplexifoliusmodifier

On appelle « Sceau-de-Salomon » diverses plantes monocotylédones. Il s'agit de plantes présentant une cicatrice laissée sur le rhizome par une tige aérienne fanée et mimant le sceau de Salomon. Il peut également s'agir de plantes ressemblant simplement à ces premières. 
Par analogie morphologique, il est parfois appelé vernaculairement « muguet du pauvre».

## GenrePolygonatum
Le genre Polygonatum regroupe les espèces présentant potentiellement une cicatrice. Par exemple :
- Sceau-de-Salomon multiflore ou Sceau-de-Salomon commun - Polygonatum multiflorum (L.) All.
- Sceau-de-Salomon odorant ou Sceau-de-Salomon officinal - Polygonatum odoratum (Mill.) Druce
- Sceau-de-Salomon verticillé - Polygonatum verticillatum (L.) All.
- Sceau-de-Salomon dit hybride - Polygonatum ×hybridum Brügger

## Streptopus amplexifolius
L'espèce Streptopus amplexifolius (L.) DC. est appelé « Sceau-de-Salomon noueux », « Sceau-de-Salomon rameux » ou encore « Streptope à feuilles embrassantes ».